# Anatolij Pristavkin
Anatolij Ignaťjevič Pristavkin (rusky Анатолий Игнaтьевич Приставкин) (17. října 1931 Ljubercy, Moskevská oblast, Sovětský svaz - 11. července 2008 Moskva, Rusko) byl ruský spisovatel a bojovník za lidská práva.

## Život
Pristavkin se narodil v roce 1931. Za války osiřel – matka zemřela na tuberkulózu, otec odešel na frontu. Vyrůstal v dětských domovech. Ve čtrnácti letech utekl a pracoval v konzervárně. V roce 1952 vystudoval Moskevskou leteckou průmyslovku a pracoval jako radista a elektrotechnik. Začal psát básně, z nichž některé byly otištěny v novinách. Po ukončení vojenské služby nastoupil na Literární institut A.M.Gorkého v Moskvě, který absolvoval v roce 1959. Působí jako dopisovatel časopisu Litěraturnaja gazeta na stavbě Bratské hydroelektrárny. Píše povídky a novely ze života budovatelů v tajze.
V roce 1987 vychází jeho nejslavnější kniha Na hrudi obra obláček zlatý.
Je v něm popisován osud dvou chlapců, kteří se jako chovanci dětského domova ocitnou v roce 1944 na Kavkaze, odkud těsně před tím Stalin deportoval původní čečenské obyvatelstvo do stepí Kazachstánu. Příběh je částečně autobiografický. Kniha byla paradoxně oceněna i Státní cenou SSSR, přestože tvrdě kritizovala sovětskou politiku.
První ruský prezident Boris Jelcin Pristavkina jmenoval předsedou kremelské komise pro udělování milosti. Pristavkin bojoval za práva druhých. Měl hlavní zásluhu na uvalení moratoria na trest smrti v roce 1996. Později působil jako poradce prezidenta Putina pro udělování milostí. Nestal se nikdy populistou a prezidentu Putinovi „lezl na nervy“.

## Dílo
- 1967 román Holubička
- 1959 sbírka povídek Trudné dětství
- 1962 Malé povídky
- 1987 Na hrudi obra obláček zlatý (Ночевала тучка золотая)

### Česky vyšlo
- Domov pro mé mládí (1961)
- Tři životy (slovensky, 1963)
- Generace, výbor povídek (1963)
- Na hrudi obra obláček zlatý (Ночевала тучка золотая, 1987) česky 1989, překlad: Hana Müllerová, doslov: V. Kardin, Lidové nakladatelství, Praha 1989